# Rob Kiernan
Robert Samuel Kiernan (Rickmansworth, Hertfordshire, Inglaterra; 13 de enero de 1991) es un exfutbolista irlandés nacido en Inglaterra. Jugaba de defensa.
Kiernan jugó anteriormente para el Watford, el Wigan Athletic y el Rangers, además de acumular cesiones en el Kilmarnock, Yeovil Town, Birmingham City, entre otros. De origen irlandés, Kiernan jugó para las categorías juveniles de la selección de Irlanda entre 2008 y 2013.
Anunció su retiro en abril de 2023, debido a una grave lesión.

## Clubes
| Club                          | País           | Año       |
| ----------------------------- | -------------- | --------- |
| Watford                       | Inglaterra     | 2008-2011 |
| Kilmarnock (préstamo)         | Escocia        | 2010      |
| Yeovil Town (préstamo)        | Inglaterra     | 2010      |
| Bradford City (préstamo)      | Inglaterra     | 2010-2011 |
| Wycombe Wanderers (préstamo)  | Inglaterra     | 2011      |
| Wigan Athletic                | Inglaterra     | 2011-2015 |
| Accrington Stanley (préstamo) | Inglaterra     | 2012      |
| Burton Albion (préstamo)      | Inglaterra     | 2012      |
| Brentford (préstamo)          | Inglaterra     | 2012-2013 |
| Southend United (préstamo)    | Inglaterra     | 2013      |
| Birmingham City (préstamo)    | Inglaterra     | 2015      |
| Rangers                       | Escocia        | 2015-2017 |
| Southend United               | Inglaterra     | 2017-2020 |
| Orange County SC              | Estados Unidos | 2020-2022 |

## Palmarés

### Títulos nacionales
| Título                 | Club           | País       | Año     |
| ---------------------- | -------------- | ---------- | ------- |
| FA Cup                 | Wigan Athletic | Inglaterra | 2012-13 |
| Scotish Premiership    | Rangers        | Escocia    | 2015-16 |
| Scottish Challenge Cup | Rangers        | Escocia    | 2015-16 |